# Ingo Froböse

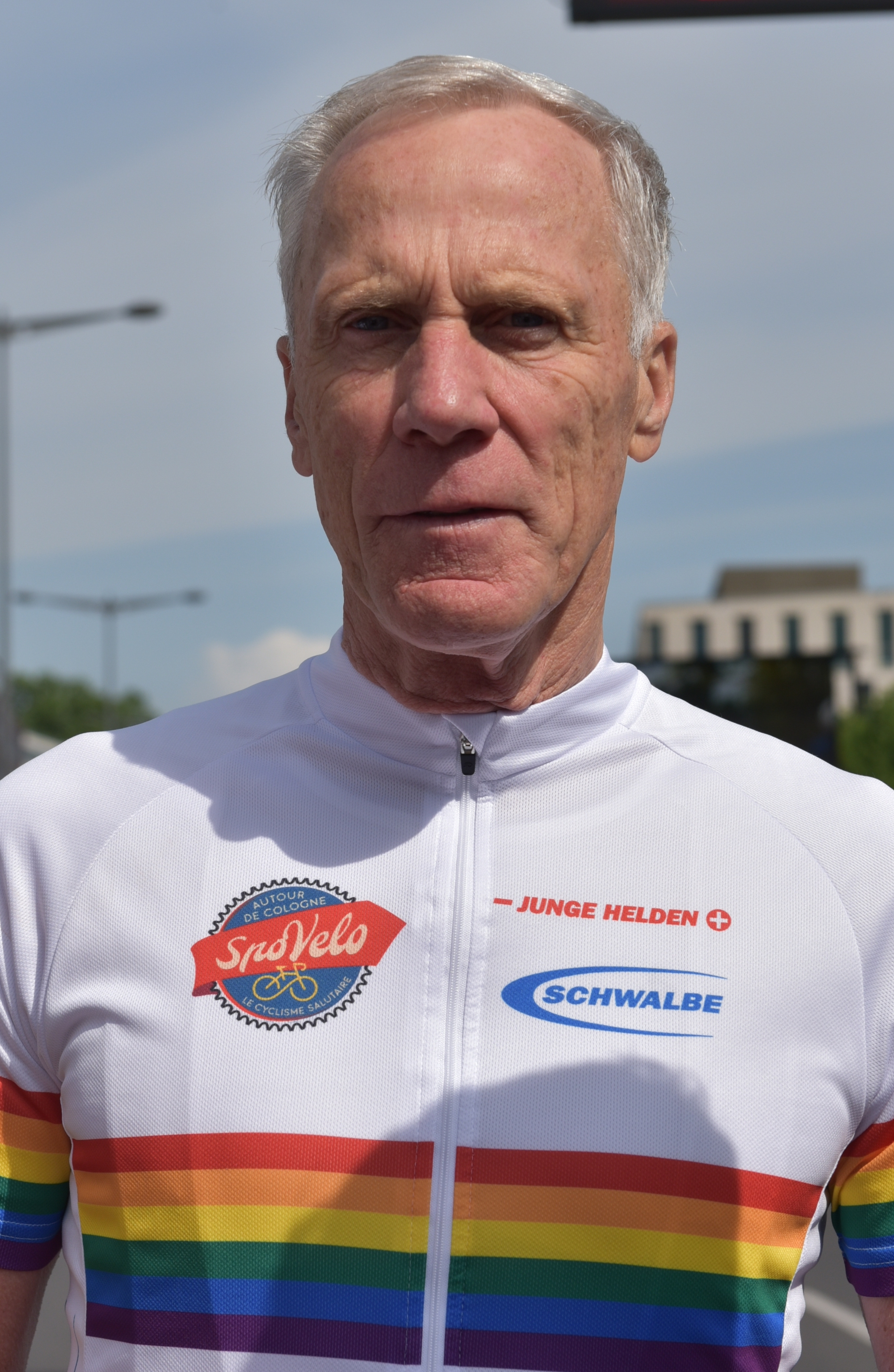
Ingo Froböse (2022)

Ingo Froböse (* 18. März 1957 in Unna) ist ein deutscher Sportwissenschaftler und Ratgeberautor. Der ehemalige Leichtathlet ist Universitätsprofessor für Prävention und Rehabilitation im Sport an der Deutschen Sporthochschule Köln. Seit Mai 2023 ist er Partner der Kölner Denkfabrik Fischimwasser.

## Werdegang
Froböse beendete seine schulische Laufbahn 1976 mit dem Abitur in Kamen. Sein mit dem Diplom abgeschlossenes Studium der Sportwissenschaft, mit Schwerpunkt Rehabilitation, endete 1983. Zusätzlich studierte er Wirtschaftswissenschaft an der Fernuniversität in Hagen bis zum Vordiplom. 1986 wurde Froböse promoviert, 1993 habilitierte er. Zum Hochschullehrer wurde er schließlich 1995 ernannt.
Während seiner Studienzeit wurde er 1981 als Sprinter deutscher Vizemeister über 100 Meter, deutscher Vizemeister über 200 Meter sowie deutscher Hochschulmeister über 200 Meter. Bei den Leichtathletik-Halleneuropameisterschaften 1982 in Mailand wurde er Vierter über 200 Meter. Des Weiteren war er im Bobsport aktiv.
Neben seiner Tätigkeit als Universitätsprofessor ist Froböse Autor bzw. Co-Autor zahlreicher Bücher zum Themenbereich Gesundheit, Ernährung und Sport. Seit Mai 2023 ist er als Partner bei der Kölner Denkfabrik Fischimwasser tätig. Zudem ist er bei einer Reihe von Institutionen und Vereinen, vorwiegend im Bereich der Prävention und Rehabilitation, beratend oder leitend tätig. Einer breiten Öffentlichkeit wurde Froböse bekannt als Experte in Medien wie Stern, Brigitte, Fit for Fun, Men’s Health, GQ, n-tv, YouTube und der ARD (z. B. Sportschlau im Morgenmagazin, wo er regelmäßig Fragen zum Thema Sportmedizin beantwortet).

## Persönliche Bestzeiten
- 100 m: 10,40 s, 18. Juli 1981, Gelsenkirchen
- 200 m: 21,08 s, 21. Juni 1981, Kiel

## Funktionen und Ämter
- Partner und wissenschaftlicher Berater der Kölner Denkfabrik Fischimwasser
- Leiter des Zentrums für Gesundheit durch Sport und Bewegung der Deutschen Sporthochschule Köln (DSHS)
- Leiter des Instituts für Rehabilitation der DSHS
- Prorektor an der DSHS (1999–2003)
- Wissenschaftlicher Leiter des Institutes für Qualitätssicherung in Prävention und Rehabilitation GmbH an der DSHS
- Vorsitzender des Forschungsinstituts für Inklusion durch Bewegung und Sport (FiBS gGmbH)
- Vorsitzender des wissenschaftlichen Beirates des TÜV Rheinland Qualitätsoffensive im Fitnessbereich
- Sachverständiger des Deutschen Bundestages in Fragen der Prävention
- Mitglied der Bundesvereinigung Prävention und Gesundheitsförderung
- Wissenschaftlicher Berater von Krankenkassen und anderen Sozialversicherungsträgern
- Vorsitzender des Vereins für Gesundheitssport und Sporttherapie (VGS)
- Vorsitzender des Vereins Wasser für Schüler
- Mitglied der Gesellschaft für Orthopädisch-Traumatologische Sportmedizin
- Mitglied der Kommission Prävention der Deutschen Vereinigung für Rehabilitation
- Mitglied der Sektion Rehabilitation der Deutschen Gesellschaft für Unfallchirurgie
- seit 2021 Vorstand und wissenschaftlicher Leiter des Forschungsinstituts für Training in der Prävention (FIT-Prävention) unter dem Dach des Vereins Experten Allianz für Gesundheit

## Kontroverse um Wasserfilter
Als Universitätsprofessor der Deutschen Sporthochschule Köln informierte und warb Froböse im Rahmen eines Videos des Vereins Wassertankstelle e. V. im November 2018 für einen Wasserfilter, dessen Hersteller durch seine Geschäftsführung mit dem Verein verbunden ist, da diese den Vorsitz des Vereins innehat. Auf journalistische Nachfrage konnte Froböse keine wissenschaftlichen Belege für die im Video behaupteten Vorteile dieses Filters nennen. Er verneinte, Geld erhalten zu haben; seine Mitwirkung am Video sei eine Gefälligkeit gewesen. Die Sporthochschule Köln distanzierte sich auf journalistische Nachfrage von dem Video und negierte eine Zusammenarbeit mit dem Verein.

## Aktuelle Werke
- Anti-Bauchfett-Formel: Wie du den gefährlichen Krankmacher loswirst und deine Gesundheit nachhaltig verbesserst. Riva Verlag, München 2024, ISBN 978-3742324290
- Der Stoffwechsel-Kompass: Was uns in der zweiten Lebenshälfte fit, schlank und wach hält. Ullstein Verlag, München 2024, ISBN 978-3864931536
- Muskeln – die Gesundmacher: So bleiben wir fit, schlank und mental in Balance. Ullstein Verlag, München, 2023, ISBN 978-3407864413
- 9 Regeln für einen optimalen Stoffwechsel: Fit, schlank und gesund in wenigen Schritten. Ullstein Verlag, München 2023, ISBN 978-3548068060
- Für Fitness ist es nie zu spät. Aktiv und beweglich bis ins hohe Alter. ZS Verlag, Hamburg 2022, ISBN 978-3-96584-203-8
- Der Stoffwechsel-Kompass. Was uns in der zweiten Lebenshälfte fit, schlank und wach hält. C. H. Beck, München 2022, ISBN 978-3-86493-153-6
- Fundamental Fitness: Mit natürlichen Bewegungen zu mehr Kraft, Flexibilität und Stabilität. Riva Verlag, München, ISBN 978-3-7423-1702-5
- Die Gesundheitsformel der 100-Jährigen, ZS Verlag, München 2010, ISBN 978-3-96584-061-4
- Die Beauty-Fitness-Formel, ZS Verlag, München 2018, ISBN 978-3-89883-814-6
- Leistung messen & steigern: Die besten Methoden aus dem Profisport – für Ausdauer- und Krafttraining, Gräfe und Unzer Verlag GmbH, München 2018
- Das neue Psoas-Training: Schmerzfrei, leistungsfähig und beweglich: Die besten Übungen für den großen Lendenmuskel, Südwest Verlag, München 2017

## Filme
- Gesund werden mit Sport und Genuss? Die Ernährungsformel, SWR-Doku vom 18. Oktober 2019, 45 Minuten auf Youtube, abgerufen am 29. Februar 2024